# Paraphymatoceros diadematus
Paraphymatoceros diadematus är en bladmossart som beskrevs av Gabriela Gustava Hässel de Menéndez. Paraphymatoceros diadematus ingår i släktet Paraphymatoceros och familjen Dendrocerotaceae. Inga underarter finns listade i Catalogue of Life.